# Педанюк, Иван Маркович
Иван Маркович Педанюк (1917, село Жерденовка, теперь Гайсинского района Винницкой области — 30 октября 1965, город Нью-Йорк, Соединенные Штаты Америки) — украинский советский деятель, журналист. Депутат Верховного Совета УССР 5-6-го созывов. Кандидат в члены ЦК КПУ в 1960—1965 г.

## Биография
Родился в семье крестьянина-бедняка. Учился в Одесском механико-конструкторском техникуме, но тяжелые материальные условия не дали возможности завершить обучение.
Трудовую деятельность начал в 1932 году пятнадцатилетним подростком в оружейно-ремонтной мастерской Одесского пехотного училища в городе Одессе.
С 1933 г.  — на журналистской работе: секретарь редакции многотиражной газеты Одесского пехотного училища. В 1934 году окончил вечерний рабочий факультет в Одессе. С 1934 года работал секретарем редакции многотиражной газеты Киевской военной школы связи имени Калинина.
В 1935—1937 годах — студент заочного факультета Харьковского коммунистического института журналистики и одновременно заведующий отделом культуры и быта редакции Коростенской окружной газеты.
В 1937 году окончил Харьковский коммунистический институт журналистики.
В 1937—1939 г.  — исполняющий обязанности заведующего сельскохозяйственного отдела редакции республиканской газеты «Известия».
В 1939—1941 г.  — в аппарате Президиума Верховного Совета Украинской ССР.
С 1941 г.  — в Красной Армии. Участник Великой Отечественной войны. Работал секретарем редакции, ответственным редактором армейской газеты «Вперед» 20-го танкового корпуса. Воевал на Сталинградском, Брянском, Южном, 2-м и 1-м Украинских фронтах.
Член ВКП(б) с 1942 года.
В 1945—1953 г.  — в армейской прессе: постоянный корреспондент союзной газеты «Патриот Родины» по Одесскому, а затем — по Киевскому военному округу.
В сентябре 1953—1958 г.  — заместитель, 1-й заместитель ответственного редактора республиканской газеты «Радянська Україна».
В 1958—1963 годах — ответственный редактор республиканской газеты «Радянська Україна».
В декабре 1962 — мае 1963 г.  — заведующий идеологического отдела по сельскому хозяйству ЦК КПУ. В 1963 году работал инспектором ЦК КПУ.
21 октября 1963 — 30 октября 1965 г.  — председатель Государственного комитета Совета Министров Украинской ССР по печати.
До октября 1965 г.  — председатель правления Союза журналистов Украины.
Погиб в результате несчастного случая (падения с лестницы) на территории советского посольства в Нью-Йорке, где находился в составе делегации УССР на ХХ сессии Генеральной Ассамблеи ООН.
Похоронен на Байковом кладбище в Киеве.

## Звания
- капитан
- майор

## Награды
- орден Ленина (04.05.1962)[1]
- Орден «Знак Почёта»
- орден Красной Звезды (.11.1943)
- орден Отечественной войны 2-й ст. (.06.1945)
- медали